# Bundesautobahn 69
Pour les articles homonymes, voir A69.
La Bundesautobahn 69 était le nom du projet de Bundesautobahn dans le Land de Rhénanie-Palatinat.

## Histoire
L'A 69 devait relier la Bundesautobahn 61 près de Schifferstadt en passant par Wörth am Rhein jusqu'à la frontière franco-allemande près de Lauterbourg. Là, la route aurait continué en France par l'autoroute A35. Aujourd'hui, la Bundesstraße 9, qui fut partiellement aménagée comme une autoroute, emprunte un tracé similaire.